# Brda (Olovo)
Brda es un pueblo ubicado en el municipio de Olovo, en el cantón de Zenica-Doboj, Bosnia y Herzegovina.

## Superficie
Posee una superficie de 3,45 kilómetros cuadrados.

## Demografía
Hasta 2013 la población era de 268 habitantes, con una densidad de población de 77,6 habitantes por kilómetro cuadrado.